# Настоящее-будущее время (турецкий язык)
Настоящее-будущее время (тур. geniş zamanı) — время, которое указывает на:
1) Действие или ситуацию, произошедшую в прошлом, настоящем и будущем; указывает на события, действия, которые естественны по своей природе и сущности.
2) Действие, которое происходит регулярно (настоящее повторяемое привычное действие)
3) Вежливая просьба
4) Разрешения и запреты
5) Будущее предположительное действие с элементами сомнения

## Утвердительная форма
В турецком языке создается путем добавления аффикса -ar, -er, -ir,-ır, ür, -ur или -r к корню глагола в предложениях времени глагола.
- Herkes iyi düşünürse, dünya daha güzel olur - Если все будут хорошо думать, мир станет лучше.
- Dişlerimi günde üç kez fırçalarım - Я чищу зубы три раза в день.
- Kapalı havalar beni hüzünlendirir - Пасмурная погода делает меня грустным.

Если глагол оканчивается на гласный звук, добавляется r:
- oku+r, dinle+r, ye+r, anla+r, kuru+r

Если глагол оканчивается на согласный звук, добавляется  -ar, -er, -ır, -ir,  -ur, -ür ( Односложные глаголы: -ar, -er. Многосложные глаголы: -ır, -ir, -ur -ür )
- al+ır, dayan+ır, gel+ir, işit+ir, bil+ir
- duy+ar, bak+ar, çal+ar, öp+er, hissed+er, kur+ar

## Отрицательная форма
В турецком языке создается путем добавления суффикса -me и -z (за исключением личных местоимений ben) к корню глагола в предложениях времени глагола.
- gelme+m, gelme+z+sin, gelme+z; gelme+yiz, gelme+z+siniz, gelme+z+(ler)
- Bu ip bu kadar ağırlığı taşımaz -Эта веревка не несет такого большого веса.

Otobüs gelmezse, taksiye bin! - Если автобус не прибудет, возьми такси!
- Ben coğrafyadan hiç anlamam - Я никогда не понимал географию.

## Исключения
Глаголы al-mak (брать), bil-mek (знать), bul-mak (находить), den-mek (говорить), dur-mak (стоять),gel-mek (приходить), gör-mek (видеть), kal-mak (оставаться), ol-mak (быть), öl-mek (умирать), san-mak (думать), var-mak (приходить), ver-mek (давать), vur-mak (бить), yen-mek (победить) являются исключениями. Данные глаголы образуются в форму geniş zamanı не по общему правилу. Все эти глаголы будут образовываться по такой схеме:
рассмотрим это на примере глагола  varmak (приходить). Если придерживаться общего правила, то к основе var мы должны были прибавить аффикс –ar или –er (так как слово varmak имеет гласную основу и само слово односложное, однако в форму geniş zamanı преобразуется следующим образом: откидываем окончание -mak и получаем основу var-, и теперь к этой основе добавляем аффикс -ır (varır, то есть образуется как многосложные слова), а затем добавляем личное окончание местоимений.
Т.е. al-ır, bil-ir, bul-ur, den-ir, dur-ur, gel-ir, gör-ür, kal-ır, ol-ur, öl-ür, san-ır, var-ır, ver-ir, vur-ur, yen-ir